# سيدة الوراق
سيدة الوراق باعتقاد البعض هو ظهور للسيدة العذراء بملابسها النورانية على مجموعة من الناس على سطح الكنيسة القبطية الأرثوذكسية كنيسة العذراء مريم والملاك ميخائيل في حي الوراق في مدينة الجيزة المصرية. وذلك بين الساعتين (1:00 - 4:00 صباحًا) من يوم الجمعة 11 ديسمبر 2009.

## الظهور
يقال إن أول من شاهد ظهور السيدة مريم المزعوم كان أحد جيران الكنيسة المسلمين يُدعى "رامي"، وكان جالسًا في مقهى قريب، وعندها رأى ما يبدو ضوءًا قويًا قادمًا من مكان العبادة المسيحي القبطي، كما شاهد طائرًا يحلق فوق برج الكنيسة وبعدها تجلت العذراء وقد التقط صورًا ولقطات فيديو للتجلي ووزعها على الجميع. ويقال إنه وآخرون لاحظوا الضوء يتكثف في شكل أنثوي.
وحسب شهود العيان فإن العذراء ظهرت فوق القبة الوسطى للكنيسة، ثم انتقلت بين القباب، لتستقر بعدها فوق باب الكنيسة الرئيسي، وتنقلت بين منارتي الكنيسة. وصدر من العذراء أضواء لافتة حسب 3 آلاف من شهود العيان الذين تواجدوا في باحة الكنيسة وكذلك السكان المحليين.
وقد وافق ممثل الكنيسة القبطية الأنبا شنودة الثالث و حبرية الأنبا دوماديوس مطران الجيزة على الظهور واعترف به.

## التشكيك بالظهور
ركز البابا شنودة الثالث على أن ظهور السيدة العذراء بالوراق حقيقة، وذلك في عظته الأسبوعية الأولى بعد الحدث، وقال "أن ظهور العذراء الأخير بكنيسة بالوراق حقيقة واضحة شاهدها الآلاف من المسلمين والمسيحيين أرثوذكس أو كاثوليك". إلا أن المشككين ظهوروا بعدة تفسيرات مشككة بأسباب الحدث. حيثُ تناقل العديد من المسلمين أن الحدث كان عبارة عن تخليق الصورة بواسطة أشعة الريزر. أما الإنجيليون المصريون ممثلة برئيس الطائفة الإنجيلية صفوت البياضي فقد وصف الحادثة "بالزفة الإعلامية" وكذلك "سفه للضحك على عقول البلهاء"، حيث قال إن الحدث ترويجٌ من صحف موالية لرجل الأعمال المصري نجيب ساويرس.
أما الأب رفيق جريش المتحدث الإعلامي باسم الكاثوليك المصريين قال عن ظهور العذراء في الوراق: "أنا لم أشاهد شيئا بعيني، ولا أستطيع الجزم بظهورها في ظل الفوضى المثارة بشأنها الآن".
بالمقابل ألف أستاذ اللاهوت الدفاعي القمص عبد المسيح بسيط كتابًا بعنوان "ظهور العذراء في مصر بين الحقيقة والإدعاءات الكاذبة" يرد في بطريقة علميّة على المشككين بالظهور المريمي عمومًا، والظهور بالوراق خصوصًا، وقد استخدم علم البصريات للرد على المنتقدين.

## التغطية الإعلامية
غُطي الحدث على نطاق واسع من قبل الصحافة المصرية والقنوات التلفزيونية العربية والصحافة الدوليّة. ظهرت أخبار الظهور المريمي في العديد من الصحف، ومنها جريدة وطني المصرية ولوس أنجلوس تايمز الأمريكية والأهرام المصرية وآسيا نيوز الإيطالية والمصري اليوم.
مجددًا تجمع الحشود في 24 ديسمبر 2009 تحسبًا لظهور جديد، وذكرت تقارير لوكالة فرانس برس (AFP) أن تجمعات ليلية جلبت حشودًا تصل إلى 10,000 شخص لمشاهدة البرج تحسبًا لـ "الضوء الغامض فوق برج الكنيسة"، والذي عند ظهوره كل ليلة "يجعل الناس في حالة من الهياج والصراخ". تكرر ظهور هذا التقرير من قبل العديد من وكالات الأنباء، بما في ذلك وكالة الأنباء الآشورية الدولية، وسودان فيجن ديلي وديلي ستار اللبنانية، وميدل إيست أونلاين البريطانية.